# La caduta (Del Toro e Hogan)
La caduta (The Fall) è un romanzo horror basato sul tema dei vampiri scritto nel 2010 dal regista Guillermo del Toro e da Chuck Hogan. Si tratta del secondo capitolo della Trilogia Nocturna, preceduto da La progenie e seguito da Notte eterna. Gang